# پیران (مهرستان)
پیران روستایی در دهستان زابلی بخش مرکزی شهرستان مهرستان استان سیستان و بلوچستان ایران است.

## جمعیت
براساس سرشماری مرکز آمار ایران در سال ۱۳۸۵، جمعیت آن ۵۹ نفر (۱۰خانوار) بوده است. بر پایه سرشماری عمومی نفوس و مسکن در سال ۱۳۹۰ این روستا بدون جمعیت بوده است.